# Maroulas (Citno)

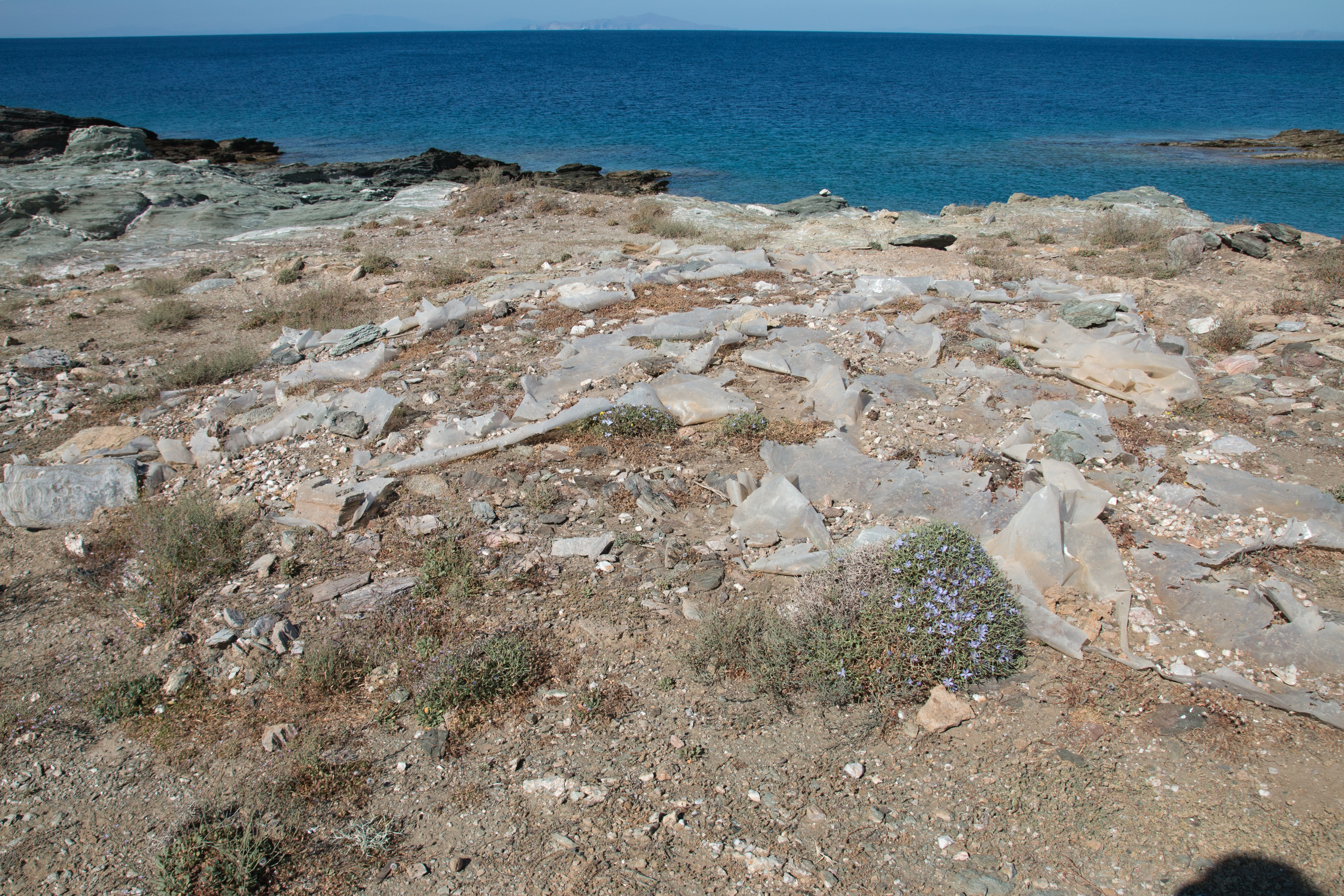
Maroulas

Maroulas è un sito archeologico sull'isola di Citno. È un insediamento mesolitico situato a Loutrà e datato tra il 8.800 e il 8.600 a.C. Secondo gli archeologi impegnati nello scavo il sito fu utilizzato per alcuni secoli dall'inizio del IX secolo a.C. L'insediamento si attesta come il più antico della area insulare dell'Egeo.
Il sito nel 1975 era stato classificato come insediamento preneolitico. Una tesi questa fortemente contestata fino al primo sopralluogo del sito avvenuto nel 1995. Le ricerche sugli scavi si sono protratte per tutto il periodo dal 2001 al 2005 a cura dell'Università dell'Egeo e della Soprintendenza dei Beni Archeologici delle Cicladi. L'attività di scavo ha portato alla luce strutture architettoniche, sepolture, depositi di cremazione, utensili in pietra e resti di cibo animale e vegetale. Tutt'oggi si stanno compiendo notevoli sforzi per restaurare, proteggere e utilizzare l'insediamento come sito archeologico.

## Elementi generali
Maroulas è l'unico insediamento mesolitico esistente in un'area aperta di cui sono conservati elementi architettonici. È importante ricordare che il livello del mare nel periodo mesolitico in quell'area era più basso di circa 40-60 m. Oggi l'insediamento è vicino al mare e una parte significativa risulta distrutta. Sembra essere l'unico insediamento mesolitico dell'Egeo in parte salvato dall'innalzamento del livello del mare. Ciò è dovuto al fatto che all'epoca non era situato sulla costa.

## Costruzioni architettoniche
Sulla base dei dati di emersi dallo scavo, gli edifici di Maroulas erano di forma circolare con un diametro variabile dai 3 a 4 m. La loro pavimentazione era ricoperta di pietre e alcune di esse si evince siano state riutilizzate più volte ai fini costruttivi. Le costruzioni in alcune parti del sito sono più concentrate, come nell'area dell'insediamento centrale, in altre meno. Di questi manufatti se ne contano da 15 a 31. Il numero maggiore delle abitazioni, anche se più danneggiate, si trovano sul lato orientale dell'insediamento, adiacente al mare. Il tipo di abitazioni circolari rinvenute a Maroulas era abitato da gruppi di cacciatori-raccoglitori con un grado di stanzialità non ancora certo, anche se alcuni studi in corso indicherebbero un uso abitativo di lunga permanenza. Simili tipologie di edifici del periodo mesolitico non si trovano in nessun'altra area dell'Europa sudorientale.

### Strutture funerarie
A Maroulas si osserva una grande diversità di costruzioni dei luoghi di sepoltura. La presenza di ossa lunghe (femori) e di una mascella sotto il pavimento di due case, come anche la concentrazione di ossa sul pavimento di un'altra struttura e l'assenza di teschi su alcuni scheletri, portano alla conclusione che si tratti di sepolture secondarie da riferirsi a pratiche funerarie della fase natufiana. Mentre il posizionamento della lastra sepolcrale sopra il defunto, ricorda i corrispondenti esempi di Ain Mallaha e El Wad. Le 26 sepolture di Maroulas (6 bambini, 19 adulti, 8 uomini, 2 donne) vanno ad aggiungersi a un insieme, numericamente limitato, di sepolture del periodo mesolitico dell'area greca. Da allora pratiche di sepoltura simili sono state osservate solo nelle grotte di Phragthi Argolide e Theopetra Trikala.

## Utensili di pietra
Gli strumenti in pietra di Maroulas erano realizzati principalmente in quarzo locale e in quantità minore in ossidiana di Milo e selce. La tipologia degli utensili consisteva in scaglie di piccola dimensione di quarzo e ossidiana, dentellature, raschietti, punteruoli e micro lame. La natura di questi strumenti induce a pensare che i gruppi cercassero di adattarsi all'utilizzo di materie prime disponibili in zona come il quarzo. Maroulas mostra somiglianze con altri siti mesolitici in Grecia, come quello di Fraghti, principalmente in termini di produzione di scaglie e per la minor presenza di strumenti microlitici. L'uso dell'ossidiana indica l'attività di navigazione nell'Egeo finalizzata alla fornitura di materie prime o strumenti già pronti provenienti dall'isola di Milo.

## Resti di animali e piante
Resti di suini, lepri, volpi, furetti e uccelli sono stati rinvenuti nell'area dell'insediamento come pure è evidente che i gruppi si cibassero anche di pesce, ostriche marine e molluschi terrestri. I resti di cotture carbonizzate e tracce di ossa di maiale testimoniano l'utilizzo di specifiche specie di animali nel contesto delle diete alimentari.
Gli esami sulle ossa dei maiali, al fine di indagare sulla questione dell'addomesticamento degli animali, non hanno condotto a risultati significativi, trattandosi di un campione troppo piccolo. Poiché le popolazioni di maiali non sembrano essere originarie dell'isola di Citno, è verosimile che questi animali siano stati portati nell'insediamento dai residenti di Maroulas per essere utilizzati in attività venatorie.
I resti archeo-botanici sono limitati a campioni di semi di piante della steppa. Tuttavia, in un certo senso, il rilevamento di macine indica la presenza di popolazioni dedite alla coltura di cereali, sebbene tale tesi non sia stata confermata. Dopo aver analizzato i risultati degli studi sui resti di maiali e pesci, in base alla stagionalità delle nascite e al periodo della pesca, è possibile dimostrare che l'insediamento era utilizzato almeno dalla metà dell'inverno fino alla fine della primavera.